# Podsosna (rejon postawski)
Podsosna (biał. Падсосна; ros. Подсосна) – chutor na Białorusi, w obwodzie witebskim, w rejonie postawskim, w sielsowiecie Komaje.

## Historia
W czasach zaborów zaścianek w gminie Komaje, w powiecie święciańskim Imperium Rosyjskiego. W 1866 roku miał 6 mieszkańców w 1 domu. W 1905 roku liczył 7 mieszkańców, 100 dziesięcin, własność Kurkowskiego.
W dwudziestoleciu międzywojennym folwark leżał w Polsce, w województwie wileńskim, w powiecie święciańskim, w gminie Komaje.
W 1931 w 1 domu zamieszkiwały 4 osoby.
W wyniku napaści ZSRR na Polskę we wrześniu 1939 miejscowość znalazła się pod okupacją sowiecką. 2 listopada została włączona do Białoruskiej SRR. Od czerwca 1941 roku pod okupacją niemiecką. W 1944 miejscowość została ponownie zajęta przez wojska sowieckie i włączona do Białoruskiej SRR.